# Хюртер, Карл-Йоахим
Карл-Йоахим Хюртер (нем. Karl-Joachim Hürter, 21 октября 1960, Майен, ФРГ) — немецкий хоккеист (хоккей на траве), полевой игрок. Серебряный призёр летних Олимпийских игр 1984 года.

## Биография
Карл-Йоахим Хюртер родился 21 октября 1960 года в немецком городе Майен.
Начал заниматься хоккеем на траве в 6-летнем возрасте в клубе «Грюн-Вайсс» из Майена, где играли две его старших сестры. В 1980 году переехал в Кёльн, где играл за «Шварц-Вайсс».
В 1984 году вошёл в состав сборной ФРГ по хоккею на траве на летних Олимпийских играх в Лос-Анджелесе и завоевал серебряную медаль. Играл в поле, провёл 6 матчей, мячей не забивал.
В 1986 году завоевал бронзовую медаль чемпионата мира в Лондоне и золото Трофея чемпионов.
В 1982—1989 годах провёл за сборную ФРГ 79 матчей.
В 1999—2005 годах был казначеем Немецкой хоккейной ассоциации. В 2006 году возглавлял оргкомитет чемпионата мира, проходившего в Мёнхенгладбахе.
Живёт в Кёльне, работает налоговым консультантом.